# میراتی
میراتی (به انگلیسی: Mirati) یک منطقهٔ مسکونی در هند است که در بنگال غربی واقع شده‌است. میراتی ۱٬۰۹۸ نفر جمعیت دارد.